# Fran Stanič
Fran(e) Stanič, slovenski violinist in pedagog, * 12. november 1893, Matulji (Hrvaška), † 28. januar 1979, Ljubljana.
Violino je študiral v razredu Saše Šantla v Pazinu, v Trstu (Avgust Jankovič) in v Ljubljani (Jan Šlais), kjer je leta 1933 diplomiral na glasbenem konservatoriju. Kot organizator glasbenih prireditev in violinist je deloval v Pazinu, Poreču in Novem mestu, od leta 1924 pa v Ljubljani, kjer je bil član orkestra ljubljanske Opere in Slovenske filharmonije. Po letu 1945 je deloval kot violinski pedagog in razvil lastno pedagoško metodo, ki jo je predstavil v več publikacijah. Med njegove slavnejše učence sodita njegova hči, Jelka Stanič, ter Dejan Bravničar.